# Lixin, Fujian
Lixin är en köping i sydöstra Kina. Den ligger i Jianning härad i staden Sanming i provinsen Fujian, omkring 280 kilometer väster om provinshuvudstaden Fuzhou. Antalet invånare är 16 751. Befolkningen består av 8 214 kvinnor och 8 537 män. Barn under 15 år utgör 18,0 %, vuxna 15-64 år 70 %, och äldre över 65 år 10,0 %.